# Landestheater Neustrelitz

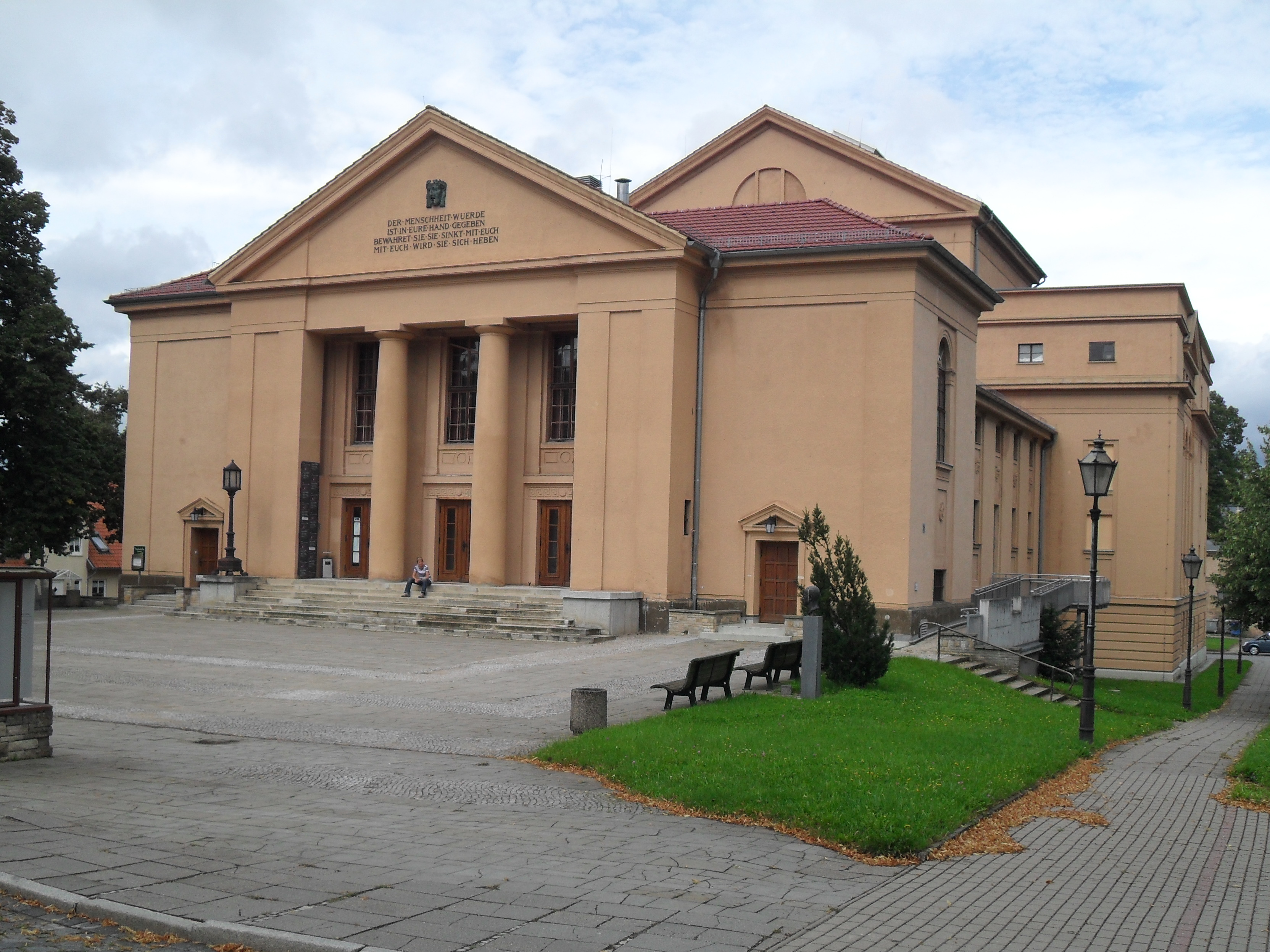
Landestheater Neustrelitz, 2011

Das Landestheater Neustrelitz (ehemals Friedrich-Wolf-Theater und Landestheater Mecklenburg) in Neustrelitz mit 400 Zuschauerplätzen im Großen Haus ist die Hauptspielstätte der Theater und Orchester GmbH Neubrandenburg/Neustrelitz.
Sowohl Musiktheater- und Schauspielinszenierungen als auch philharmonische Konzerte und Ballettabende werden hier von den hauseigenen Ensembles präsentiert. Während der Sommermonate bildet der benachbarte Schlossgarten die Kulisse für die Schlossgartenfestspiele Neustrelitz mit Freilicht-Operetten-Inszenierungen und Schauspielinszenierungen.

## Geschichte

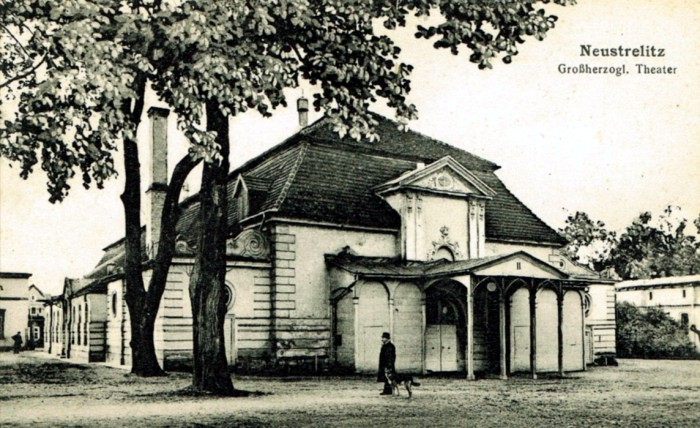
Das 1924 abgebrannte Hoftheater

Unmittelbar hinter dem heutigen Standort des Theaters befand sich seit 1755 ein Reithaus, das 1775 zum Komödien- und Redoutenhaus umfunktioniert wurde und ab 1779 die Bezeichnung „Mecklenburgisch-Strelitzsches Hoftheater“ trug.
Mit Adele Peroni-Glaßbrenner wurde ab 1841 eine der besten deutschen Schauspielerinnen am Theater engagiert. Ihr Gatte, der Publizist Adolf Glaßbrenner, der sich gegen Preußen positioniert hatte und sich deshalb in Mecklenburg-Strelitz im Exil aufhalten musste, nutzte diese Zeit als eifriger Theaterkritiker. Hofkapellmeister Gottlob Weidner brachte Opern von Lorzing, Mayerbeer und Donizetti zur Aufführung. Gastauftritte von gefeierten Sängerinnen wie Henriette Sontag, Julie Rettich, Wilhelmine Schröder-Devrient und Caroline Jagemann sorgten für Highlights bei Aufführungen am Mecklenburgisch-Strelitzschen Hoftheater. Da Henriette Sontag mit dem Diplomaten Carlo Graf Rossi verheiratet war, gehörte die Primadonna dem Adelsstand an. Der Aufenthalt der Opernsängerin in Neustrelitz und die enge Freundschaft mit dem Strelitzer Großherzog Georg diente während der Märzrevolution 1848 dem „Volkszorn“ als Zielscheibe. Hunderte Neustrelitzer riefen vor dem Residenzschloss: „Die Gräfin Rossi soll fort!“. Am selben Abend verließ die Sängerin mit ihrem Gatten die Residenzstadt. Das Hoftheater wurde am 12. Juli 1848 von Großherzog Georg geschlossen.
Nach dem Ende der Monarchie wurde das Theater 1919 in Landestheater Neustrelitz umbenannt. Im Januar 1924 brannte das zu diesem Zeitpunkt 150 Jahre lang als Theater genutzte Gebäude bis auf die Grundmauern ab.
Nach Plänen des renommierten Münchner Theaterarchitekten Max Littmann wurde dann von 1925 bis 1928 vom Freistaat Mecklenburg-Strelitz ein neues Gebäude errichtet. Weitere beteiligte Architekten waren Heinrich Düll, Georg Pezold, Hugo Schimmel, May Sollinger und Matthias Teller. Das Haus wurde am 2. Juni 1928 mit Mozarts Oper „Così fan tutte“ eröffnet.
Am 29. April 1945 besetzte die Rote Armee Neustrelitz; durch Brandstiftung wurde in der Nacht auf den 30. April 1945 neben dem Schloss Neustrelitz und anderen Gebäuden auch das Theater zerstört. 1952–1954 wurde es von den Architekten G. Böckler, E. Conell und F. Torka unter Beibehaltung des Äußeren wiederaufgebaut; das Innere wurde in modernen Formen errichtet.

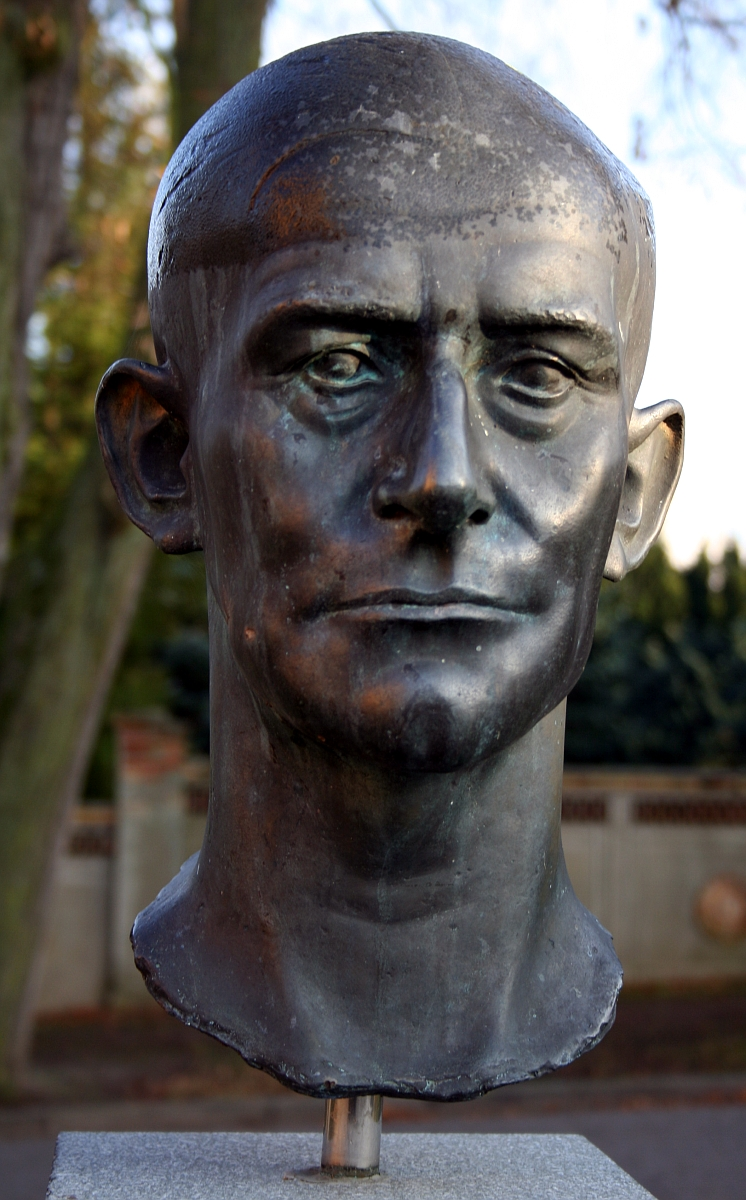
Friedrich-Wolf-Büste vor dem Theater

Nach dem Krieg spielte das Mecklenburgische Landestheater bis 1954 unter schwierigsten Bedingungen im Saal eines ehemaligen Hotels.
1954 wurde das Theater unter dem Namen Friedrich-Wolf-Theater wiedereröffnet. Vor dem Theater befindet sich noch heute eine Bronzebüste des damaligen Namensgebers, des 1953 verstorbenen Schriftstellers und kommunistischen Politikers Friedrich Wolf.
Ab 1991 führte das Theater die Bezeichnung Landestheater Mecklenburg. Seit 2000 ist es als Landestheater Neustrelitz Hauptbühne und Sitz der Intendanz der Theater und Orchester GmbH Neubrandenburg/Neustrelitz, die u. a. auch das Schauspielhaus Neubrandenburg bespielt. 2010 wurden in einer größeren Baumaßnahme brandschutztechnische und statische Defizite des Landestheaters Neustrelitz behoben.
Archiv
Das Archiv des Landestheaters ist ab Oktober 2015 im Kulturquartier Mecklenburg-Strelitz in der Alten Post in Neustrelitz zugänglich.

## Persönlichkeiten
Intendanten
- Paul von Bongardt, 1928–1932
- Josef Adolf Weindich, 1968–1991